# 周利槃特
周利槃特（しゅり・はんどく、梵: Cūḍa-panthaka、巴: Cūḷapanthaka）は、釈迦仏の弟子の一人。また十六羅漢の一人。すり・はんどく。パーリ語ではチューラパンタカ。音写は経典により異なり「周利槃陀伽」、「周利槃陀迦」、また修利（周陀、周梨とも）槃特、あるいは注荼・半託迦などとも書き、小道路、路辺生等と訳す。また略して槃特と呼称されることも多い。
周利槃特は釈迦の弟子中、もっとも愚かで頭の悪い人だったと伝えられる。そのため、愚路とも呼ばれた:8。

## 生涯
名前を漢訳したときに「路」の字がつくのは、彼の母親のエピソードによる。
彼の母親は王舎城（ラージャガハ）の大富豪の娘であったが、下男と通じて他国へ逃れた。彼女は久しくして孕んだので、夫に実家に戻って産みたいと言うと夫は同意したものの、駆け落ちした罪を恐れて戻ろうとしなかった。彼女は臨月が近づいたので一人で実家へ戻る途中に、中路で男子を産んだので槃特（パンタカ、路辺生）と命名した。しかしまた同じく実家へ戻る途中に次男を産んだので、兄を摩訶槃特（Mahā-panthaka マハー・パンタカ、大路:5）と改め、弟を周利槃特（Cūḍa-panthaka チューダ・パンタカ、小路:8）と命名した。
兄・摩訶槃特の資質聡明なるに対し、周利槃特は愚かであったといわれるが、その因縁は、過去世の昔、彼は迦葉仏（かしょうぶつ）という如来が出世された時、賢明な弟子であったが、一つの詩すら教えるのを惜しんだこと、豚飼に生まれた時に豚を屠殺した業報などにより、釈迦如来の出世の時には、愚鈍に生れついたといわれる。
仏弟子となったのは兄・摩訶槃特の勧めであるが、四ヶ月を経ても一偈をも記憶できず、兄もそれを見かねて精舎から追い出し還俗せしめようとした。釈迦仏はこれを知って、彼に一枚の布を与え、「塵を除く、垢を除く」:19と唱えさせ、精舎（もしくは比丘衆の履物とも）を払浄せしめた。彼はそれにより、落とすべき汚れとは、貪(rāga)、瞋(dveṣa) 、痴(moha)という心の汚れだと悟り、すべての煩悩を滅して、阿羅漢果を得たとされる。そして神通力を得て形体を化かすなど種々示現できるようになったといわれる。

## 関連文献
- CiNii>周利槃特・CiNii>パンタカ